# Godfried Joseph Crüts van Creits
Godfried Joseph Crüts van Creits (ur. 11 marca 1757 w Maastricht, zm. 5 kwietnia 1815) – austriacki duchowny rzymskokatolicki, w latach 1806–1815 biskup Sankt Pölten.

## Życiorys
Urodził się 11 marca 1757 w Holandii. Święcenia diakonatu i prezbiteriatu otrzymał we wrześniu 1784. 28 lipca 1803 został mianowany biskupem polowym Austrii. 14 marca 1806 został wybrany biskupem Sankt Pölten, papież kanonicznie zatwierdził tę decyzję 26 sierpnia tego samego roku. Sakrę przyjął 5 października 1806. Zmarł 5 kwietnia 1815.